# Teutwart Schmitson
Teutwart Schmitson, né à Francfort-sur-le-Main, le 18 avril 1830 et mort à Vienne le 2 septembre 1863, est un peintre allemand connu pour ses représentations animalières de facture réaliste. 
Ses œuvres, au caractère unique, comptent parmi les meilleures réalisées en Allemagne au XIXe siècle. Elles sont notamment conservées à l'Österreichische Galerie Belvedere à Vienne, au Musée Städel à Francfort-sur-le-Main, et dans la Collection d'estampes de la bibliothèque publique de New York.

## Biographie

### Famille
Teutwart Schmitson, né à Francfort-sur-le-Main le 18 avril 1830 est l'unique fils de Teutwart Schmitson (1784-1856), né à Bingen am Rhein, lieutenant-colonel impérial et royal, écrivain militaire et représentant autrichien auprès de la Confédération germanique et de son épouse Wilhelmina Dräseke (1805-1849), fille du théologien protestant Johann Heinrich Bernhard Dräseke, mariés à Brême le 10 avril 1825. Après la mort de sa mère, ses deux sœurs, Minna (née en 1826) et Emma (née en 1832) meurent respectivement en 1852 et 1854.
Contre la volonté de son père, il épouse Wilhelmina Beckel (1829–1908), originaire de Wiesbaden, avec qui il s'installe en 1854 à Düsseldorf. La ville est le centre de l'École de peinture de Düsseldorf. Leurs filles Emma Minna et Thérèse Auguste y naissent en 1853 et 1855. Le mariage est ensuite dissout par divorce, engendrant une querelle de plusieurs années au sujet de leur progéniture.

### Formation
Jusqu'à l'âge de vingt-deux ans, Teutwart Schmitson étudie l'architecture à Francfort-sur-le-Main. En qualité d'autodidacte, il débute vers 1850 par le dessin d'animaux et le dessin d'après modèle vivant, ainsi que par la peinture à l'huile. Il découvre une technique spéciale qui consiste à réduire la teneur en huile de la peinture à l'huile en l'appliquant d'abord sur des plaques de plâtre de la taille d'une carte postale pendant quelques heures avant de la transférer sur la toile par la palette. 

### Carrière
En 1854, il expose pour la première fois à l'Institut d'art Städel de Francfort un tableau représentant un Fermier labourant avec un attelage de deux chevaux et une vache. En 1855, il devient membre de l'association artistique Malkasten de Düsseldorf. Parmi ses amis artistes de Düsseldorf figurent les peintres animaliers Eugen Krüger et Adolf Schreyer.
En 1856, Teutwart Schmitson réside à Karlsruhe et à l'automne 1857 à Berlin, où il s'installe dans un atelier au no 11 de la Schadowstraße. Dans cette ville, il influence fortement les peintres animaliers Otto Weber et Paul Friedrich Meyerheim. Ce dernier le décrit comme une « figure majestueuse, grande et mince avec un nez fortement courbé, de petits yeux, de grandes pattes rouges et des cheveux simples, droits, brun-gris, dans une toilette impeccablement élégante », et sa peinture comme une « conception et une reproduction nouvelles, particulièrement audacieuses du mouvement des animaux », comme une « prémonition de la photographie instantanée », étonnant les artistes et le public et provoquant la colère des critiques d'art berlinois. Au Salon de Bruxelles de 1860, la critique se montre également favorable, et à l'issue de l'exposition, il obtient une des treize médailles d'or.
Dans les années 1860-1861, il entreprend un voyage d'études en Italie. C'est là qu'il réalise le tableau Transport de blocs de marbre à Carrare.
Après de courts séjours à Paris et à La Haye, Teutwart Schmitson s'installe définitivement à Vienne en 1861, où il mène une vie retirée et crée des œuvres de commande, par exemple pour le collectionneur d'art Friedrich Jakob Gsell et le marchand d'art Sedelmayer. Sa cécité de l'artiste, survenue progressivement en raison d'une maladie rénale l'empêche de terminer le portrait équestre de la princesse Kinsky.
Teutwart Schmitson meurt, à l'âge de 33 ans à Vienne le 2 septembre 1863. L'importante succession artistique de Schmitson est vendue aux enchères à Vienne du 21 au 23 décembre 1863.

## Œuvre

### Caractéristiques
Vers 1850, Teutwart Schmitson réalise 54 feuilles avec études de nus à la mine de plomb, à la craie et à la sanguine, de même que
22 feuilles avec compositions pour Vénus et Adonis de William Shakespeare.
Après ses premières œuvres dessinées, son champ pictural couvre, dès 1854, les représentations animalières peintes en plein air : essentiellement des chevaux, mais également des buffles et des bovidés. Au Salon de Paris de 1859, le critique Louis Jourdan apprécie dans son œuvre le profond sentiment de la nature et une propension à la considérer sous certains aspects excentriques, mis en scène avec une grande originalité. Eugène-Louis-Ernest de Buchère de Lépinois le voit comme un grand coloriste, dont l'exécution exprime beaucoup de puissance.

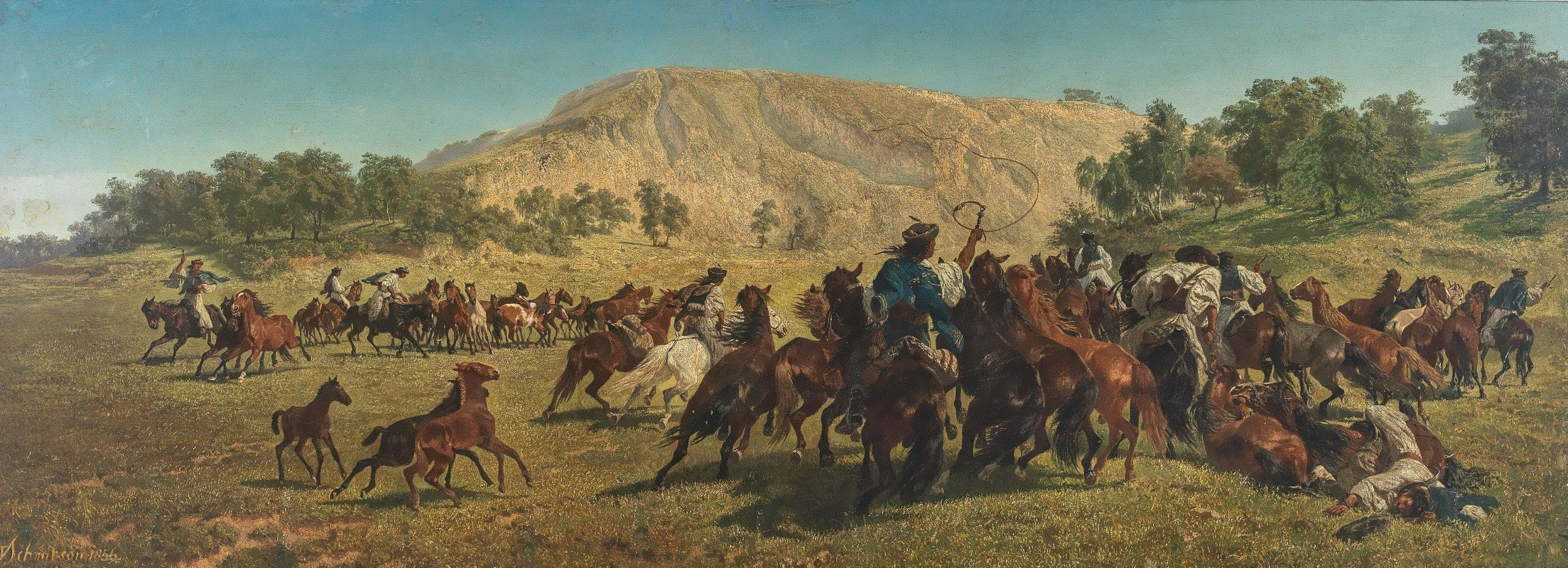
Les Csikós rabattant des chevaux, vue prise dans le comitat de Veszprém en Hongrie, médaille d'or au Salon de Bruxelles de 1860.

Lorsqu'il expose, au Salon de Bruxelles de 1860, Les Csikós rabattant des chevaux, vue prise dans le comitat de Veszprém en Hongrie, Teutwart Schmitson est loué par la critique. Selon L'Indépendance belge, l'artiste connaît en sportsman le cheval libre, farouche, dans les contrées où le paysage n'a pas perdu non plus le caractère un peu sauvage. Il émane de ses toiles un mouvement et une chaleur d'action qui s'emparent du spectateur. Les chevaux sont là par douzaines et faits avec une adresse singulière. Le Journal de Bruxelles publie également une appréciation favorable : « Grâce à Les Csikós rabattant des chevaux en Hongrie, le peintre allemand nous transporte dans un milieu qui nous est peu familier ; ces champs incultes, et ces chevaux plus sauvages encore que les steppes au milieu desquelles ils se meuvent, ont un aspect plein de poésie et de grandeur. Le sujet est traité avec une vigueur peu commune. Ces cavales musculeuses, qui n'ont rien de l'élégance de nos chevaux dressés, mais dont la libre allure fait plaisir à voir, sont groupées et dessinées avec une merveilleuse entente ».
Lors de la Grande exposition d'art de Berlin de 1899, la critique du magazine The Studio estime que les œuvres du défunt peintre possèdent un caractère unique et comptent parmi les meilleures réalisées en Allemagne au XIXe siècle.

### Galerie

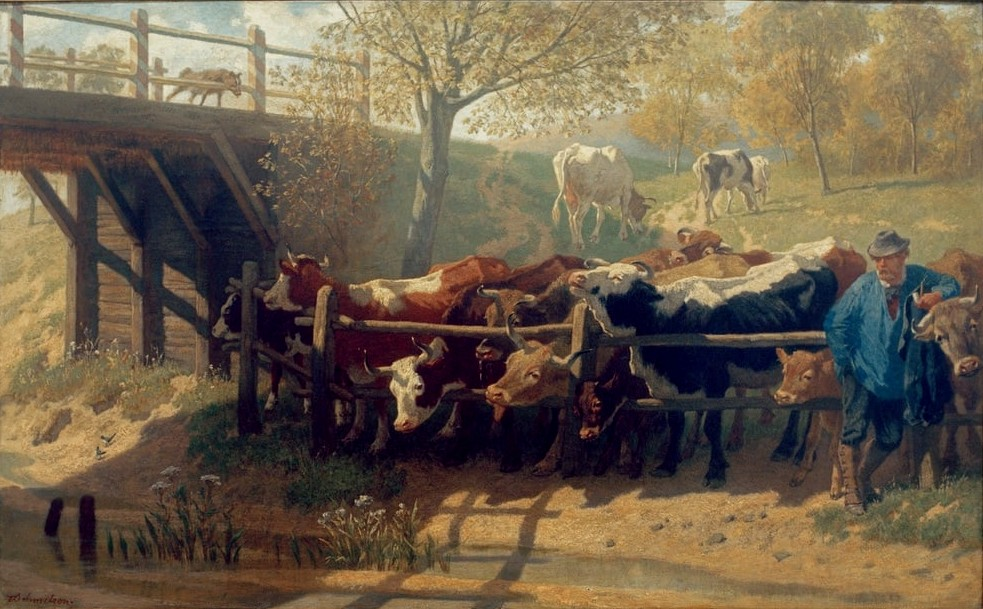
Vaches assoiffées (1860).
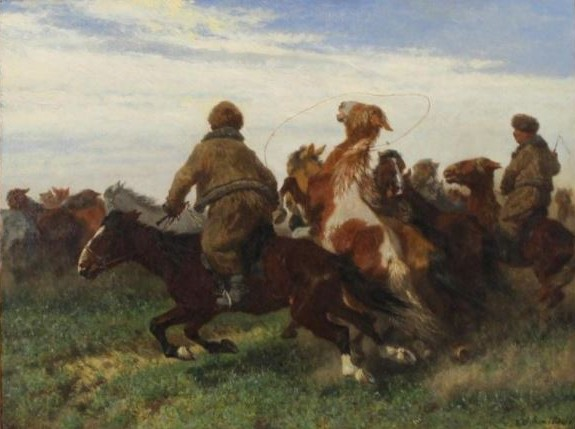
Cavaliers kalmouks.
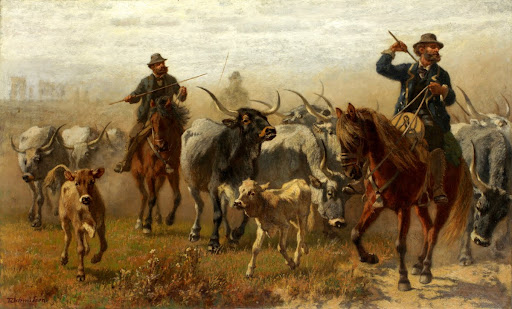
Cavaliers de Romagne.
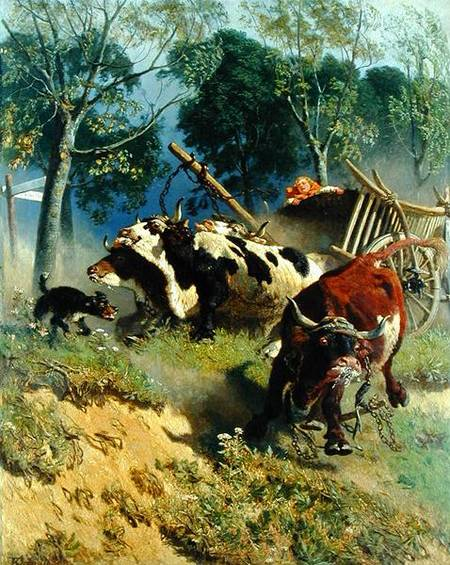
L'Équipe de bœufs déchaînée.

### Expositions
- Salon de Paris de 1859 : Mauvais temps et Chevaux hongrois jouant avec des chiens de Czikos[7].
- Salon de Bruxelles de 1860 : Les Csikós rabattant des chevaux, vue prise dans le comitat de Veszprém en Hongrie , Mauvais temps, Jockeys entraînant des chevaux et Le Repos[2].
- Salon de Paris de 1861 : Chevaux tartares de la Crimée, pendant une tourmente de neige et Chevaux à l'abreuvoir[7].

### Collections muséales
Ses œuvres sont notamment conservées à l'Österreichische Galerie Belvedere à Vienne, à l'Albertina, au Musée Städel à Francfort-sur-le-Main, à la Kunsthalle de Hambourg et dans la Collection d'estampes de la bibliothèque publique de New York.